# Filatima ukrainica
Filatima ukrainica is een vlinder uit de familie tastermotten (Gelechiidae). De wetenschappelijke naam is voor het eerst geldig gepubliceerd in 1971 door Piskunov.
De soort komt voor in Europa.